# Paix de Saint-Germain-en-Laye

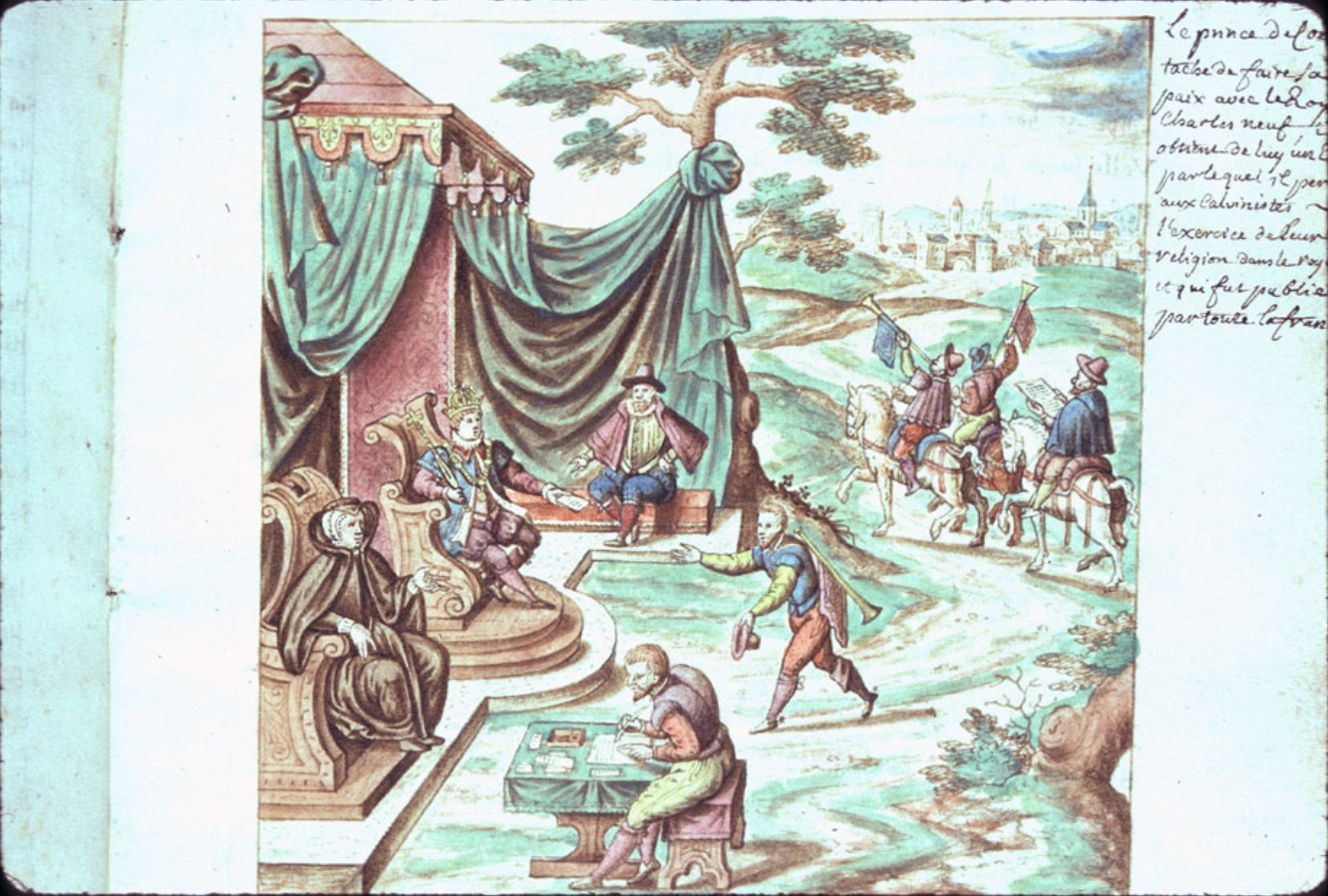
Charles IX (roi de France) et Catherine de Médicis publiant la paix de Saint-Germain.
Enluminure du manuscrit Carmen de tristibus Galliae, 1577, Bibliothèque municipale de Lyon, ms. 0156,.

Le traité de paix de Saint-Germain-en-Laye le 8 août 1570 met fin à la troisième guerre de religion.

## Le texte
Après une troisième guerre entre catholiques et protestants de 1568 à 1570, qui voit la défaite des protestants à Jarnac, l’assassinat de leur chef, le prince de Condé, en 1569 et la nomination d’Henri de Navarre (futur Henri IV) comme chef des protestants, la paix de Saint-Germain, signée entre le roi Charles IX et l’amiral Gaspard de Coligny accorde aux protestants une liberté limitée de pratiquer leur culte dans les lieux où ils le pratiquaient auparavant ainsi que dans les faubourgs de 24 villes (2 par gouvernement). Il octroie aux protestants quatre places fortes de sûreté : La Rochelle, Cognac, Montauban et La Charité, pour deux années. À l'issue de ces deux années, elles doivent être rendues et le culte de la religion réformée continue d'y être autorisé. Le culte est par ailleurs interdit à Paris. L'édit appelle à la tolérance en indiquant qu'aucune différence ne peut être faite pour cause de religion.
De plus, les protestants sont admis aux fonctions publiques et Catherine de Médicis, mère de Charles IX, donne en mariage sa fille Marguerite de Valois à Henri de Navarre. Le traité de paix est signé le 8 août 1570 au château royal de Saint-Germain-en-Laye et enregistré au Parlement le 11 août 1570. Ce traité servira de modèle pour tous les traités suivants jusqu'à l'édit de Nantes. Moins contraignant que les précédents, il est rapidement enregistré par le Parlement. Dans l’esprit du Parlement comme du jeune roi, le souci de l’ordre public prime sur celui de la réunion religieuse : « je penseray avoir beaucoup faict de réduire par ce moyen mesd. subjectz à l’obéissance qu’ils me doibvent ; qui est ung commencement pour après peu à peu les ramener, comme mes aultres subjectz, à la religion catholicque ». 
Les tensions restent vives, comme l’attestent des incidents survenus à Orange, à Rouen ou à Paris, en 1571. La paix est de courte durée puisque deux années plus tard a lieu le massacre de la Saint-Barthélemy qui y met un terme.
La paix de Saint-Germain fut qualifiée de « boiteuse et mal assise », par allusion aux deux négociateurs qui représentaient la Cour : Gontaut-Biron, boiteux, et Henri de Mesmes, seigneur de Malassise.

## Dans la fiction historique

### Littérature
- Francis Walder, Saint-Germain ou la Négociation, éditions Gallimard, 1958, 202 p. (Rééd. Gallimard, coll. « Folio »). Ce roman historique présente les thèmes de la diplomatie (pp. 108-118), et de la guerre (pp. 186-190).

### Filmographie
- Saint-Germain ou la Négociation, téléfilm de Gérard Corbiau (2003), adaptation du roman de Francis Walder.